# Bomis (zoologia)
Bomis L. Koch, 1874 è un genere di ragni appartenente alla famiglia Thomisidae.

## Distribuzione
Delle quattro specie note di questo genere, tre sono diffuse in India; la specie tipo, B. larvata è stata reperita in alcune zone dell'Australia

## Tassonomia
Non sono stati esaminati esemplari di questo genere dal 1981.
A giugno 2014, si compone di quattro specie:
- Bomis bengalensis Tikader, 1962 — India
- Bomis calcuttaensis Biswas & Mazumder, 1981 — India
- Bomis khajuriai Tikader, 1980 — India
- Bomis larvata L. Koch, 1874[2] — Australia occidentale, Queensland